# South Park: Chef's Luv Shack
South Park: Chef Luv Shack es un juego 2D basado en la serie de televisión South Park. Fue lanzado en 1999 para Dreamcast, PlayStation, Nintendo 64 y PC. Ganó su popularidad por tener minijuegos y la posibilidad de jugar contra sus amigos en un reto para la mayoría de los puntos. También incluye preguntas de trivia acerca de South Park y otros temas.

## Personajes Principales
- Stan Marsh (Personaje Principal)
- Kyle Broflovski (Personaje Principal)
- Eric Cartman (Personaje Principal)
- Kenny McCormick (Personaje Principal)
- Chef (Personaje Principal)
- Scuzzlebutt (aparece en el minijuego, Scuzzlebutt)
- Terrance y Phillip (aparecen en Asses in Space)
- Jimbo Kern (aparece en Avalanche y Stampede)
- Mr.Kitty(el gato de Cartman) (aparece en Bad Kitty)
- El gallinofilo (aparece en Chicken Lover)
- Ned (Cameo) (aparece en Parachute Dropping)
- Patrick Duffy (aparece en Scuzzlebutt)
- Sr Mackey (aparece en Spank the Monkey)
- los visitantes (aparecen al final de Stampede)
- Dr. Mephesto (aparece cuando no ganas nada en la ruleta)
- Sheila Broflovski (cameo) (aparece en Avalanche)
- Oficial Barbrady (aparece cuando pierdes un turno en la ruleta y en Pizza Patrol)

## Recepción
GameSpot dio al juego una salida 3.9 de 10. La versión de Nintendo 64 fue la opinión más positiva de este juego, pero seguía siendo mediocre. [ 2 ] Algunos críticos dijeron que el juego está bien, pero es mejor no jugar solo.